# Olympische Jugend-Winterspiele 2016/Skispringen
Bei den Olympischen Jugend-Winterspielen 2016 in Lillehammer finden vom 16. bis 18. Februar 2016 insgesamt vier Wettbewerbe im Skispringen statt. Das Programm wurde um einen disziplinenübergreifenden Teamwettbewerb aus Skisprung, Skilanglauf und Nordischer Kombination erweitert.

## Bilanz

### Medaillenspiegel
| Platz  | Land        | Gold | Silber | Bronze | Gesamt |
| ------ | ----------- | ---- | ------ | ------ | ------ |
| 1      | Slowenien   | 3    | –      | –      | 3      |
| 2      | Russland    | 1    | 1      | –      | 2      |
| 3      | Norwegen    | –    | 2      | –      | 2      |
| 4      | Deutschland | –    | 1      | 2      | 3      |
| 5      | Italien     | –    | –      | 1      | 1      |
| 5      | Österreich  | –    | –      | 1      | 1      |
| Gesamt | Gesamt      | 4    | 4      | 4      | 12     |

### Medaillengewinner
| Disziplin         | Gold                                                                             | Silber                                                                                         | Bronze                                                                           |
| ----------------- | -------------------------------------------------------------------------------- | ---------------------------------------------------------------------------------------------- | -------------------------------------------------------------------------------- |
| Männer            |                                                                                  |                                                                                                |                                                                                  |
| Normalschanze     | Bor Pavlovčič                                                                    | Marius Lindvik                                                                                 | Jonathan Siegel                                                                  |
| Frauen            |                                                                                  |                                                                                                |                                                                                  |
| Normalschanze     | Ema Klinec                                                                       | Sofja Tichonowa                                                                                | Lara Malsiner                                                                    |
| Mixed             |                                                                                  |                                                                                                |                                                                                  |
| Teamspringen      | SlowenienEma Klinec Vid Vrhovnik Bor Pavlovčič                                   | DeutschlandAgnes Reisch Tim Kopp Jonathan Siegel                                               | ÖsterreichJulia Huber Florian Dagn Clemens Leitner                               |
| Mixed Team Nordic | RusslandSofja Tichonowa Witali Iwanow Maxim Sergejew Maija Jakunina Igor Fedotow | NorwegenAnna Odine Strøm Einar Lurås Oftebro Marius Lindvik Martine Engebretsen Vebjørn Hegdal | DeutschlandAgnes Reisch Tim Kopp Jonathan Siegel Anna-Maria Dietze Philipp Unger |

## Männer

### Normalschanze
| Platz | Land | Sportler         | Punkte |
| ----- | ---- | ---------------- | ------ |
| 1     | SLO  | Bor Pavlovčič    | 262,8  |
| 2     | NOR  | Marius Lindvik   | 251,0  |
| 3     | GER  | Jonathan Siegel  | 236,0  |
| 4     | JPN  | Masamitsu Itō    | 234,7  |
| 5     | FRA  | Jonathan Learoyd | 231,8  |
| 6     | USA  | Casey Larson     | 221,5  |
| 6     | FIN  | Andreas Alamommo | 221,5  |

Datum: 16. Februar

Weitere Teilnehmer aus deutschsprachigen Ländern:

 Clemens Leitner belegte mit 217,7 Pkt. den 9. Platz.

 Sandro Hauswirth belegte mit 195,5 Pkt. den 11. Platz.

## Frauen

### Normalschanze
| Platz | Land | Sportler         | Punkte |
| ----- | ---- | ---------------- | ------ |
| 1     | SLO  | Ema Klinec       | 249,3  |
| 2     | RUS  | Sofja Tichonowa  | 237,6  |
| 3     | ITA  | Lara Malsiner    | 231,6  |
| 4     | GER  | Agnes Reisch     | 219,4  |
| 5     | AUT  | Julia Huber      | 204,7  |
| 6     | NOR  | Anna Odine Strøm | 192,4  |

Datum: 16. Februar

## Mixed

### Mixed-Team Normalschanze
| Platz | Land | Sportler                                            | Punkte |
| ----- | ---- | --------------------------------------------------- | ------ |
| 1     | SLO  | Ema Klinec Vid Vrhovnik Bor Pavlovčič               | 709,5  |
| 2     | GER  | Agnes Reisch Tim Kopp Jonathan Siegel               | 675,5  |
| 3     | AUT  | Julia Huber Florian Dagn Clemens Leitner            | 666,7  |
| 4     | RUS  | Sofja Tichonowa Witali Iwanow Maxim Sergejew        | 653,0  |
| 5     | FRA  | Romane Dieu Lilian Vaxelaire Jonathan Learoyd       | 622,4  |
| 6     | NOR  | Anna Odine Strøm Einar Lurås Oftebro Marius Lindvik | 609,9  |

Datum: 18. Februar

Es treten jeweils eine Skispringerin, ein Skispringer sowie ein Nordischer Kombinierer einer Nation in einem Team an.

### Mixed Team Nordic
| Platz | Land | Sportler                                                                               | Zeit         |
| ----- | ---- | -------------------------------------------------------------------------------------- | ------------ |
| 1     | RUS  | Sofja Tichonowa Witali Iwanow Maxim Sergejew Maija Jakunina Igor Fedotow               | 26:19,90 min |
| 2     | NOR  | Anna Odine Strøm Einar Lurås Oftebro Marius Lindvik Martine Engebretsen Vebjørn Hegdal | 26:38,00 min |
| 3     | GER  | Agnes Reisch Tim Kopp Jonathan Siegel Anna-Maria Dietze Philipp Unger                  | 26:38,40 min |
| 4     | SLO  | Ema Klinec Vid Vrhovnik Bor Pavlovčič Anja Mandeljc Luka Markun                        | 26:38,50 min |
| 5     | AUT  | Julia Huber Florian Dagn Clemens Leitner Anna Juppe Florian Schwentner                 | 27:11,80 min |
| 6     | FRA  | Romane Dieu Lilian Vaxelaire Jonathan Learoyd Juliette Ducordeau Jeremy Royer          | 27:48,10 min |

Datum: 18. Februar

Fünf Athleten bildeten ein Team: Zwei Skispringer (Junge und Mädchen), zwei Langläufer (Junge und Mädchen) und ein nordischer Kombinierer.